# تپه گورستان سر فولاد محله
تپه قبرستان سر فولاد محله مربوط به دوران پیش از تاریخ ایران باستان است و در شهرستان مهدیشهر، بخش شهمیرزاد، روستای فولاد محله واقع شده و این اثر در تاریخ ۱۰ دی ۱۳۸۱ با شمارهٔ ثبت ۶۹۵۴ به‌عنوان یکی از آثار ملی ایران به ثبت رسیده است.